# Новая Волна (2024)
Новая Волна 2024 — 20-й международный музыкальный фестиваль. Фестиваль состоялся в Сочи в поселении Сириус с 22 по 27 августа, после трёх лет перерыва. В фестивале приняли участие 13 конкурсантов из 7 стран. Фестиваль впервые прошел после начала боевых действий на Украине.

## Общие сведения
Фестиваль прошёл в концертном зале в Сириусе в Олимпийском парке на сцене «New Wave Hall». В рамках фестиваля отметили юбилей Стас Михайлов и Андрей Губин.
Премиальный фонд фестиваля составил 9 млн рублей.
Открытие и закрытие конкурса, первый, второй и третий конкурсные дни, творческие вечера Андрея Губина и Стаса Михайлова транслировались на Россия 1.
Среди конкурсантов присутствовали 4 участника шоу «Ну-ка, все вместе».

## Отборочный этап
Приём заявок завершился 15 апреля. На конкурс поступили заявки от 7 000 исполнителей.
15 и 16 мая в Москве прошёл полуфинал отборочного этапа, в котором приняли участие 60 претендентов из России, Армении, Беларуси, Грузии, Казахстана, Кыргызстана, Молдовы, Эстонии и иных стран.

## Участники
В финале приняли участие 13 конкурсантов из 7 стран:
| Страны      | Участники                |
| ----------- | ------------------------ |
| Азербайджан | Анар Агаев               |
| Армения     | Анаит Акопян             |
| Беларусь    | Мария Ермакова           |
| Грузия      | Хвича Лукка              |
| Китай       | Gong Shuang              |
| Мальта      | Гайя Кауки               |
| Россия      | Денберел Ооржак          |
| Россия      | Елизавета Трофимова      |
| Россия      | проект «Карманный Томик» |
| Россия      | Эрик Ахметов             |
| Россия      | Александра Цветкова      |
| Россия      | Эрик Панич               |
| Россия      | Анатолий Колмогоров      |

## Жюри
В состав жюри входили Филипп Киркоров, Сергей Лазарев, Лариса Долина, Олег Газманов, Юрий Антонов, Игорь Матвиенко, Ани Лорак, Anna Asti.
Председатель жюри — Игорь Крутой.

## Первый день. Открытие фестиваля
Открытие прошло 22 августа. Ведущими были Лера Кудрявцева и Сергей Лазарев. 
В открытии приняли участие Юрий Антонов, Лев Лещенко, Олег Газманов, Лариса Долина, Филипп Киркоров, Anna Asti, Сергей Лазарев, МОТ, Игорь Николаев, Севиль, Хабиб, Ани Лорак, Сосо Павлиашвили, Алсу, NATAN, FEDUK, ST, Олег Майами, NILETTO, Ева Власова.
Конкурсанты исполнили песни своих стран. Ведущими конкурсной части были ST и Лера Кудрявцева.
После этого проведён творческий вечер Андрея Губина, где были исполнены песни Губина. Ведущими были  Александр Ревва и Александра Ребенок.
Выступления:
- Сергей Лазарев — Птица
- Сергей Лазарев и Seville — Плачь любовь
- Александр Панайотов — Лиза
- Mia Boyka — Облака
- Александр Ревва — Такие девушки, как звёзды
- Богдан Титомир и ST — Я знаю, ты знаешь
- Филипп Киркоров — Милая моя
- Григорий Лепс — Ночь
- Всё звёзды — Мальчик-бродяга

## Второй день
Во второй день конкурсанты представили авторские песни. Ведущими конкурсной части были Владимир Маркони и Олимпиада Тетерич. 
Также прошёл юбилей Стаса Михайлова. Выступили Николай Басков, Филипп Киркоров, Лариса Долина, Люся Чеботина, Александр Буйнов, Александр Панайотов,  SHAMAN. Ведущим был Александр Ревва. 

## Третий день
В третий день, 25 августа, состоялся концерт членов жюри. Также выступили Ани Лорак, Юрий Антонов, Олег Газманов и Александр Иванов. Ведущими были Люся Чеботина и ST.
После этого выступили конкурсанты. Ведущими конкурсной части были Игорь Лантратов и Аглая Шиловская. Никто из конкурсантов не смог получить от всех членов жюри по 10 баллов.

## День четвертый и пятый. Концерт звёзд
26 августа выступили финалисты конкурса. 
Выступили Люся Чеботина, Юлианна Караулова, Мари Краймбрери, Александр Буйнов, Лолита, Алсу, Анжелика Варум, Полина Гагарина, Баста, Леонид Агутин, Гоша Куценко, Сосо Павлиашвили, Дима Билан, SHAMAN, Сергей Лазарев, Григорий Лепс, Шура, Алексей Чумаков, Игорь Николаев. Ведущими были Ида Галич и Александр Ревва.

## День шестой. Закрытие фестиваля
27 августа прошёл гала-концерт. на котором выступили Филипп Киркоров, Дима Билан, Сергей Лазарев, Александр Ревва, Тимур Родригез, Алексей Чумаков, Jony, Николай Басков, Мари Краймбрери, Владимир Пресняков, IOWA, группа «Рондо», Ирина Аллегрова, а также члены жюри конкурса. Ведущие – Тимур Родригез и Лера Кудрявцева.

## Победители
- 1-е место: Анаит Акопян (Армения)
- 2-е место: Хвича Лукка (Грузия)
- 3-е место: Анар Агаев (Азербайджан)

Специальный приз в виде съёмки клипа и ротации на «МУЗ-ТВ» получил Денберел Ооржак (Россия). Он также получил приз зрительских симпатий.
Специальный приз от председателя жюри в виде съёмки клипа и ротации получил Эрик Панич.
Победителю и призёрам вручена «Хрустальная волна».